# Los sueños del sapo
Los sueños del sapo es un libro antológico del titiritero y escritor argentino Javier Villafañe, editado por primera vez en 1963 por la editorial Hachette. El libro incluyó una selección de cuentos y leyendas del litoral argentino, entre los que se destacan además del cuento homónimo que da nombre a la antología, "El caballo que perdió la cola", "La tijera que cortaba la tierra" y "Juana las doce", entre otros.

## Los sueños del sapo
El protagonista es un sapo soñador que anhela ser algo diferente a lo que es y deliberadamente se propone soñar con que lo es. De esa manera noche tras noche sueña que es primeramente un árbol, luego un río, un caballo, luciérnaga y viento. Pero en cada una de esas condiciones descubre que le falta algo que hace que se sienta incompleto y que lo lleva a que no le haya gustado la experiencia de ser diferente. Cada mañana se reúnen alrededor de él una cantidad cada vez más numerosa de sapos que llegan de todos lados para escuchar las narraciones oníricas del soñador, el cual termina cada relato manifestando que no le gustó ser ni un árbol, ni un río, caballo, luciérnaga o viento y cuando finalmente sueña que es un sapo, se alegra y se siente complacido finalmente, aceptando su condición natural y así se lo hace saber al resto.

## Ediciones e ilustraciones
Editorial Hachette en su edición original de 1963 y las posteriores tiradas que realizó, incluyó ilustraciones de niños en edad preescolar tanto para la portada como en el interior del libro.  Años más tarde la obra fue reeditada por la editorial Colihue con varias tiradas en 2004 y 2011  ilustradas por Tabaré y Mima Castro respectivamente.

## Contenido del libro

#### LOS CUENTOS
· El mensaje
· Patita
· Las monedas de oro
· Historia de dos osas y un oso
· Compañeros
· El marinero músico
· Maese trotamundos
· Los sueños del sapo
· Sansón
· El caballo que perdió la cola
· La tijera que cortaba la tierra
· El encuentro
DOS CUENTOS DE PEDRO URDEMALES
·La olla mágica
·El árbol de la fortuna
· El gallo de las veletas

#### LAS LEYENDAS
· Por qué el tordo no tiene nido
· Leyenda de la flor del lirolay
· El ñatiú y el tuyuyú
· Leyenda del lucero del alba
· Leyenda de los loicas
· Leyenda del chingolo
· Leyenda de la iguana
· Leyenda de la comadreja
· Juana las Doce